# Moerna
Moerna (pronunciato Moèrna) è una frazione del comune di Valvestino, nella omonima valle in provincia di Brescia.
Fu comune indipendente del Trentino fino al 1931, anno in cui fu aggregato a Valvestino. Dal censimento del 1921 risultava avere 250 abitanti.
La frazione è il luogo natale di don Pietro Porta, botanico, a cui è dedicato il locale Museo botanico.

## Origini del nome
L'etimologia è ignota e secondo Natale Bottazzi la terminazione in -erna è uguale a quella dell'antico nome del vicino comune di Vobarno che al tempo dei Romani, nel I secolo a.C., era chiamato "Voberna" o a quella del comune svizzero di Balerna, Lierna in provincia di Lecco o di Selva Boerna, località sita alle pendici del Monte Magno ai confini della Val Vestino nel comune di Gargnano. Secondo i ricercatori il suffisso  -erna è piuttosto comune nei luoghi e nelle parole di derivazione etrusca e nel linguaggio celtico verna, verno, sberna indicava la pianta dell'ontano, arbusto che notoriamente predilige vegetare in zone umide, come a indicare un luogo boscoso di quella specie. Sull'origine etrusca della desinenza -erna concorda anche il linguista Carlo Battisti.
Per altri il toponimo deriverebbe da Moierna, una imprecisata divinità retico-etrusca o dal latino mollis o molliana che significa terreno umido, a indicare la tipologia dell'ambiente in cui sorge la località. Quest'ultima tesi potrebbe essere sostenuta dal fatto che a un centinaio di metri a nord dell'abitato vi è una zona acquitrinosa chiamata Paù o Paùl (palude) con una pozza d'abbeverata e nella parlata locale il terreno acquitrinoso è detto "moja/e". Per altri il nome è sempre legato alla tipologia del terreno  acquitrinoso e potrebbe risalire all'antica radice indoeuropea "Mad", indicante appunto luoghi paludosi ed acquitrinosi, come dovevano essere quelli in cui effettivamente sorse. Infine da dimostrare una relazione con il toponimo Maerne, luogo di Sasso di Gargnano, o Maernì, di Toscolano Maderno, derivanti dalla parola latina "maternus" col significato di luogo o proprietà ereditato dalla madre.
Il toponimo Moerna compare per la prima volta il 5 settembre 1356 quando, a Storo, Pietro fu Bacchino da Moerna, a nome delle comunità di Val Vestino, Bollone e Magasa si accorda con Giovanni fu "Gualengo" e Frugerio fu "Casdole", in qualità di consoli della comunità di Storo, e con altri uomini della suddetta comunità, in merito ai diritti di pascolo sulla cima del monte Tombea. Moerna è pure citata il 25 aprile del 1480 in una pergamena del comune di Tignale, il documento rogato nella frazione di Piovere dal notaio Bartolomeo del fu Dolcibene da Muslone, consiste in una concessione annuale fatta dai rappresentanti della comunità a "Pietro Baldassare da Moerna" e ai soci Pietro di Grecino da Armo e Pietro Domenichino da Moerna per lo sfruttamento di un monte in Val Vestino nella Valle del Droanello. Nella stessa pergamena è citato pure un certo Pietro da Armo, consigliere del comune di Tignale. L'8 dicembre 1491 il toponimo è attestato in un documento come "ville Moerne" quando Antonio di Pietrobono e Pietro Porta, ambedue di Moerna, presenziano come testimoni all'elezione dei procuratori della comunità di Storo presso il vescovo trentino Uldarico Frundsberg in seguito all'assassinio del capellano Iacobo. Nel 1913 il glottologo Carlo Battisti riportò nella sua ricerca sul dialetto della Val Vestino che gli abitanti del luogo venivano soprannominati: "Senghen", zingari o pastori nomadi.

## Storia
Moerna trova la sua origine probabilmente in epoca pre-romana come piccolo insediamento di popolazioni “reto-celtiche”: Stoni o Galli Cenomani.
Segui le sorti storiche della Val Vestino ed essendo posta in prossimità del paese di Capovalle, ex comune di Hano, che rappresentava il confine di Stato tra il Principato vescovile di Trento e la Repubblica di Venezia dal 1426 al 1797 e tra l'Impero d'Austria e il Regno d'Italia fino al 1915-1918, fu luogo di passaggio non solo di mercanti e merci ma anche di eserciti e banditi.
Agli inizi del 1700 vi nacque Francesco Rizzi, figlio di Giovanni, della famiglia dei  "Moschet", soprannominato "Il Rava", assassino e bandito a servizio della nobile famiglia degli Avogadro di Brescia, fu condannato dalla magistratura trentina alla pena di "remigare sulle galere" venete.
La comunità di Moerna unitamente a quelle di Bollone e Magasa, nel novembre del 1844 contribuì con una colletta al sostentamento delle 29 famiglie di Por, frazione di Pieve di Bono, che il giorno 12 ebbero le case distrutte da un furioso incendio.
Il 7 luglio 1866, durante la terza guerra di indipendenza, Giuseppe Garibaldi dal quartier generale della Rocca d'Anfo ordinava a Enrico Guastalla di "far vedere la camicia rossa" a Bollone, Moerna e a Magasa per mezzo della 9ª Compagnia del 2º Reggimento Volontari Italiani mentre Giuseppe Avezzana, generale comandante del settore del lago di Garda, stabilì un magazzino di viveri e munizioni a Gargnano per rifornire i garibaldini dei distaccamenti operanti a Moerna, Magasa, Tignale, Tremosine e sul monte Nota.
Cesare Battisti, spinto dai suoi studi geografici e sociologici, visitò la Val Vestino e Moerna nel 1908 e nella sua «Guida delle Giudicarie» del 1909, scrive tra l'altro: «Valvestino è una Valle che fa parte del Trentino e, quindi, dell’Austria. Allorché, nel 1860, si venne alla delimitazione dei confini fra Austria e Italia, la prima lasciò ai paesi della Valvestino il diritto d’opzione; ed essi dichiararono fedeltà al governo austriaco».
La zona, come tutto il Trentino sud occidentale, suscitò in quegli anni una notevole e particolare curiosità investigativa da parte delle autorità militari italiane e così nel 1911, fu percorsa e scrutata dall'ufficiale degli alpini e agente del servizio segreto, Tullio Marchetti, trentino di Bolbeno, con l'intento di documentarsi sulla morfologia dei luoghi, la logistica, la tattica e attivare una possibile rete informativa lungo la linea di operazioni in vista di un probabile conflitto con l'Austria. Così predispose una serie di monografie a carattere geografico-militare, su varie aree montuose e sulle linee delle possibili operazioni militari anche la Val di Sole, di Non, le Giudicarie e il basso Sarca con schizzi annessi, che venne trasmessa al Comando del Corpo di Stato Maggiore di Roma.
Sulla base di queste informative, nei mesi precedenti lo scoppio della prima guerra mondiale del 1915, lo Stato maggiore del Regio esercito in due riunioni tenute a Verona e a Brescia confermò l'intenzione di "eliminare il saliente della Val Vestino" dalla presenza di truppe austriache. Difatti il 25 maggio Moerna fu prontamente occupata dalla fanteria del Regio Esercito italiano proveniente da Capovalle e al seguito della truppa vi era il noto scrittore Mario Mariani, corrispondente di guerra del quotidiano Il Secolo che scriveva: "Quando il sole era già alto la batteria raggiungeva la frontiera. I pali austriaci erano già stati rovesciati. Un bersagliere ciclista che tornava d'oltre confine gridava passando e pedalando a rotta di collo per salite ripide e voltate al ginocchio: "Il mio plotone è a Moerna, gli austriaci scappano". La colonna rispondeva: "Viva l'Italia!". Nel dicembre 1916 vi transitò, proveniente da Capovalle, anche il re Vittorio Emanuele III in ispezione alle linee fortificate della Val Vestino.

### 1405, il compromesso arbitrale fra la comunità di Storo e quelle di Magasa, Armo, Persone, Moerna e Turano nella Val Vestino causa la lite per i rispettivi confini del monte Tombea
Nel XV secolo è documentata per la prima volta la lite scaturita fra le comunità di Val Vestino, esclusa quella di Bollone, con quella di Storo per lo sfruttamento, possesso e utilizzo dei pascoli d'alpeggio di malga Tombea. Il documento consistente in una pergamena, scritta in latino, conservata presso l'archivio storico del comune di Storo, fu copiato, tradotto e pubblicato dal ricercatore Franco Bianchini nel 2009 e riportato nelle sue parti essenziali da Michele Bella nel 2020. Al centro della discordia vi era la delimitazione del "confine" montano riconducibile con molta probabilità alla zona della conca pascoliva con la sua preziosa pozza d'abbeverata compresa tra il Dosso delle Saette e Cima Tombea, detta la Piana degli Stor, e più a ovest la prateria verso la Valle delle Fontane e la Bocca di Cablone. In quei tempi, a quanto sembra,  non era stato mai definito legalmente a chi appartenesse quel territorio, nessun cippo era stato collocato e la conoscenza dei luoghi era basata sull'usanza e la tradizione orale dei contadini sedimentatasi nel tempo. Le praterie delle comunità valvestinesi erano a quel tempo assai ridotte e le sole malghe Corva, Alvezza, Bait, Selvabella e Piombino non erano sufficienti a soddisfare i bisogni degli allevatori e queste "erbe" d'alta quota erano fondamentali per la sopravvivenza delle comunità rurali locali che necessitavano di ulteriori pascoli ove condurre in estate, dai primi di luglio a circa il 10 agosto, le proprie mandrie. Non si conoscono le cifre esatte dei capi di bestiame di quel secolo, ma una stima del 1946 rende noto che i malghesi potevano disporre per la sola monticazione del monte di circa 180 capi di mucche da latte e manze, terminato il periodo della malga il prativo veniva occupato dal bestiame minuto, capre e pecore, presente nell'alpeggio della Valle di Campei.
La controversia iniziò venerdì 21 agosto del 1405  nella contrada Villa di Condino sulla piazza Pagne "nei pressi della casa comunale presenti il maestro fabbro Glisente del fu maestro fabbro Guglielmo, Giovanni detto Mondinello figlio del fu Mondino, Antonio figlio di Giovanni detto Mazzucchino del fu Picino, tutti costoro della contrada Sàssolo della detta Pieve di Condino; Condinello figlio del fu Zanino detto Mazzola di detta contrada di sotto della soprascritta terra di Condino, ed Antonio detto Rosso, messo pubblico del fu Canale della villa di Por della Pieve di Bono, ora residente nella villa di Valèr della detta Pieve di Bono e predetta diocesi di Trento e molti altri testimoni convocati e richiesti" si unirono in presenza dei due procuratori delle comunità in causa per discutere e cercare un compromesso arbitrale definitivo che ponesse termine alla lite dei confini montani. Il notaio Pietro del fu notaio Franceschino di Isera, cittadino di Trento e abitante nella villa di Stenico delle Valli Giudicarie, con la collaborazione del notaio Paolo, stilò un documento su pergamena, identificando innanzi tutto presenti, valutando i loro mandati e i documenti prodotti dalle parti.
La comunità di Storo era rappresentata da Benvenuto detto “Greco” figlio del fu Bertolino della villa di Storo, "legittimo ed abilitato sindico-procuratore e gestore degli interessi degli uomini e persone nonché della comunità ed universalità di detta villa di Storo, con documento pubblico redatto di mano e con segno notarile di Bartolomeo del fu notaio Paolo della contrada Levì (o Levìdo) della Pieve di Bono, pubblico notaio di licenza imperiale, agente e richiedente da una parte"; mentre quella della Val Vestino da Giovannino del fu Domenico della terra di Turano della Valle di Vestino della diocesi di Trento, "abilitato sindico-procuratore e gestore degli interessi degli uomini e persone nonché della comunità ed universalità delle ville di Magasa, Armo, Persone, Turano e Moerna di detta Valle di Vestino, con documento pubblico redatto di mano e con segno notarile di Franceschino del fu Giovannino fu Martino della terra di Navazzo del Comune di Gargano delle Riviera del Lago di Garda della diocesi di Brescia, agente in sua difesa dall’altra parte". La questione esposta era prettamente confinaria, costoro infatti dichiarano pubblicamente "di voler giungere alla concordia e dovuta risoluzione e pacificazione della lite a lungo vertente fra i predetti uomini e persone e comunità delle terre di Magasa, Armo, Persone, Turano e Moerna della soprascritta Valle di Vestino ed al fine di evitare spese ed eliminare e mitigare danni, scandali, risse e discordie, per il bene della pace e della concordia, affinché perpetuamente e vicendevolmente regni fra le dette parti l’amore, a proposito della lite e questione del monte denominato Tombea situato ed ubicato nei territori e fra i monti e confini degli uomini e delle comunità di dette terre di Magasa, Armo, Persone, Turano e Moerna della soprascritta Valle di Vestino da una parte, ed i monti e confini della comunità ed università della detta terra di Storo dall’altra, poiché a mattina ed a settentrione confinano gli uomini e le persone della Valle di Vestino, ed a mezzogiorno ed a sera confinano gli uomini e persone della detta terra di Storo, la quale lite era la seguente".
Entrambi i procuratori portarono a sostegno delle loro affermazioni testimoni che sostenevano, basandosi sulle antiche tradizioni e consuetudini, che il territorio spettava da tempi immemori a questa o a quell'altra comunità, ma nessun documento scritto fu prodotto a loro favore che permettesse di dimostrare con certezza la proprietà.  Infatti Benvenuto detto “Greco” dichiarò che il monte di Tombea, situato ed insistente fra i suddetti confini e con tutte le sue competenti adiacenze e confinanze, spettava di diritto agli uomini della terra di Storo, e "che lui stesso e gli uomini della comunità di Storo, così come i loro predecessori, già da 10, 20, 30, 50, 80 e 100 anni ed oltre, da non esservi alcuna memoria in contrario, con ogni genere di armenti detti uomini pascolarono sul monte denominato Tombea come territorio di loro libera proprietà, senza alcuna molestia, disturbo o contraddizione da parte degli uomini e persone delle comunità ed universalità delle predette terre di Magasa, Armo, Persone, Turano e Moerna".
Altresì Giovannino del fu Domenico della terra di Turano prontamente ribatté negando la ricostruzione narrata da Benvenuto detto “Greco”  e asserì che il monte Tombea nella sua totalità, con tutte le sue adiacenze e confinanze, spettava di diritto esclusivamente agli uomini delle comunità di Magasa, Armo, Persone, Turano e Moerna ed in nessun altro modo agli uomini di Storo. Vista la divergenza tra le parti, la soluzione migliore per definire la controversia parve a tutti i presenti l'arbitramento. Con questo tipo di contratto le due parti litiganti devolvevano la risoluzione della contesa al giudizio di una o più persone scelte liberamente.  Quindi i due "sindaci" nominarono alcuni pacificatori chiamati pure arbitri, definitori o probiviri.
Benvenuto detto “Greco” scelse, nominò e completamente si affidò a Giacomo figlio del fu Giovannino della terra di Agrone della Pieve di Bono, Giovanni detto Pìzolo, residente nella contrada di Condino, al figlio del fu Guglielmo detto “Pantera” di Locca della Valle di Ledro della diocesi di Trento ed un tempo residente nella terra di Por, il notaio Giacomo della terra di Comighello della Pieve del Bleggio, ed il notaio Giovanni del fu notaio Domenico di Condino. Giovannino fu Domenico scelse, nominò e completamente si affidò a Picino del fu ser Silvestro detto “Toso” della terra di Por, Franceschino fu ser Giovannino della detta terra di Agrone, Giovanni fu ser Manfredino della terra di Fontanedo della Pieve di Bono e Giovanni figlio di Pizino detto “Regia” fu Zanino della contrada di Sàssolo della Pieve di Condino.
Gli arbitri furono investiti dell'autorità "di ascoltare le parti, decidere, definire, giudicare, sentenziare e promulgare, ovvero di disporre e giudicare con relative disposizioni, sentenze e di imporre di non opporsi e ricorrere su quanto deciso e sentenziato in alcuna sede di giudizio, con documenti scritti o senza in qualsiasi sede giuridica, sempre ed in ogni luogo, sia con le pareti avverse presenti o assenti su quanto richiesto e successivamente solennemente deliberato.  Ragion per cui le suddette parti in causa convennero di obbedire ed in toto osservare quanto sarà prescritto nelle loro sentenze di qualunque contenuto ed in qualunque sede giudiziale".
Fu stabilito che in caso di non osservanza dell'accordo l'applicazione di una ammenda di 200 ducati da versare metà alla camera fiscale del principe vescovo di Trento e l’altra metà al nobile Pietro Lodron "signore generale di dette terre di Magasa, Armo, Persone, Moerna e Turano della Valle di Vestino". Inoltre le parti contraenti si impegnarono di rifondere tutti i danni causati e le spese sostenute con relativi interessi in caso di condanna in sede giudiziale garantendo la quantità di denaro stimata con un'ipoteca di tutti i beni personali in loro possesso, presenti e futuri, e quelli della rispettive comunità.
Al termine Benvenuto detto “Greco” e Giovannino fu Domenico giurarono con tocco di mano sulle sacre scritture di osservare tutte le suddette deliberazioni e chiesero al notaio di stilare un pubblico documento da consegnare ad entrambe le singole parti contendenti.
Fungevano da giudici di appello il nobile Pietro del fu Paride di Lodrone, "quale signore generale degli uomini e persone delle comunità ed università delle terre di Magasa, Armo, Persone, Moerna e Turano della Valle di Vestino e l’onorabile signor Matteo, notaio e cittadino di Trento ed assessore del nobile Erasmo di Thun in Val di Non, vicario generale nelle Giudicarie per conto del principe vescovo di Trento Giorgio nonché generale signore e pastore degli uomini e della comunità di Storo".

### 1511, la grande divisione di pascoli e boschi dei monti Camiolo, Tombea, Dos di Sas e della costa di Ve
Lo studio compiuto da don Mario Trebeschi , ex parroco di Limone del Garda, di una sgualcita e a tratti illeggibile pergamena conservata presso l’Archivio Parrocchiale di Magasa, portò a conoscenza dell’intensivo sfruttamento dei pascoli d’alpeggio, dei boschi, delle acque torrentizie in Val Vestino che fu spesso causa di interminabili e astiose liti fra le sei comunità. In special modo nelle zone contese dei monti Tombea e Camiolo; ognuna di esse rivendicava, più o meno fortemente, antichi diritti di possesso o transito, con il risultato che il normale e corretto uso veniva compromesso da continui sconfinamenti di mandrie e tagli abusivi di legname. Pertanto agli inizi del Cinquecento, onde evitare guai peggiori, si arrivò in due fasi successive con l’arbitrariato autorevole dei conti Lodron ad una spartizione di questi luoghi tra le varie ville o “communelli”. Infatti questi giocarono un ruolo attivo nella vicenda, persuadendo energicamente le comunità alla definitiva risoluzione del problema con la sottoscrizione di un accordo che fosse il più equilibrato possibile, tanto da soddisfare completamente ed in maniera definitiva le esigenti richieste delle numerose parti in causa. Il 5 luglio del 1502 il notaio Delaido Cadenelli della   Valle di Scalve  redigeva a Turano sotto il portico adibito a cucina della casa di un tale Giovanni, un atto di composizione tra Armo e Magasa per lo sfruttamento consensuale della confinante valle di Cablone (nel documento Camlone, situata sotto il monte Cortina). Erano presenti i deputati di Armo: Bartolomeo, figlio di Faustino, e Stefenello, figlio di Lorenzo; per Magasa: Antoniolo, figlio di Giovanni Zeni, e Viano, figlio di Giovanni Bertolina. Fungevano da giudici d’appello i conti Francesco, Bernardino e Paride, figli del sopra menzionato Giorgio, passati alla storia delle cronache locali di quei tempi, come uomini dotati di una ferocia sanguinaria.  Il 31 ottobre del 1511 nella canonica della chiesa di San Giovanni Battista di Turano, Bartolomeo, figlio del defunto Stefanino Bertanini di Villavetro , notaio pubblico per autorità imperiale, stipulava il documento della più grande divisione terriera mai avvenuta in Valle, oltre un terzo del suo territorio ne era interessato. Un primo accordo era già stato stipulato il 5 settembre del 1509 dal notaio Girolamo Morani su imbreviature del notaio Giovan Pietro Samuelli di Liano, ma in seguito all’intervento di alcune variazioni si era preferito, su invito dei conti Bernardino e Paride, revisionare completamente il tutto e procedere così ad una nuova spartizione. Alla presenza del conte Bartolomeo, figlio del defunto Bernardino, venivano radunati come testimoni il parroco Bernardino, figlio del defunto Tommaso Bertolini, Francesco, figlio di Bernardino Piccini, tutti e due di Gargnano, il bergamasco Bettino, figlio del defunto Luca de Medici di San Pellegrino, tre procuratori per ogni Comune, ad eccezione di quello di Bollone che non faceva parte della contesa (per Magasa presenziavano Zeno figlio del defunto Giovanni Zeni, Pietro Andrei, Viano Bertolini), e si procedeva solennemente alla divisione dei beni spettanti ad ogni singolo paese. A Magasa veniva attribuita la proprietà del monte Tombea fino ai prati di Fondo comprendendo l’area di pertinenza della malga Alvezza e l’esclusiva di tutti i diritti di transito; una parte di territorio boscoso sulla Cima Gusaur e sul dosso delle Apene a Camiolo, in compenso pagava 400 lire planet alle altre comunità come ricompensa dei danni patiti per la privazione dei sopraddetti passaggi montani. Alcune clausole stabilivano espressamente che il ponte di Nangone (Vangone o Nangù nella parlata locale) doveva essere di uso comune e che lungo il greto del torrente Toscolano si poteva pascolare liberamente il bestiame e usarne l’acqua per alimentare i meccanismi idraulici degli opifici. Al contrario il pascolo e il taglio abusivo di piante veniva punito severamente con una multa di 10 soldi per ogni infrazione commessa.
Alla fine dopo aver riletto il capitolato, tutti i contraenti dichiaravano di aver piena conoscenza delle parti di beni avute in loro possesso, di riconoscere che la divisione attuata era imparziale e di osservare rispettosamente gli statuti, gli ordini, le provvisioni e i decreti dei conti Lodron, signori della comunità di Lodrone e di quelle di Val Vestino.  Poi i rappresentanti di Armo, Magasa, Moerna, Persone e Turano giuravano, avanti il conte Bartolomeo Lodron, toccando i santi vangeli, di non contraffarre e contravvenire la presente divisione terriera e, con il loro atto, si sottoponevano al giudizio del foro ecclesiastico e ai sacri canoni di Calcedonia.

### 1526, il transito del condottiero Georg von Frundsberg
Nel luglio 1526 domata la rivolta dei contadini a Radstadt, Georg von Frundsberg, un corpulento ma ammalato condottiero di 53 anni d'età, nobile signore del castello di Mindelheim in Baviera, suddito fedele dell'imperatore del sacro romano impero germanico, Carlo V d'Asburgo, e luterano fanatico nemico giurato del papa Clemente VII, assoldò un buon numero di fanti mercenari svevi, franconi, bavaresi e tirolesi, in totale circa 14.000 uomini, 200 operai tagliapietre specializzati nel sistemare i tracciati accidentati, 3.000 donne al seguito come vivandiere e 400 cavalli borgognoni da trasporto, intenzionato a scendere in Italia per sostenere il figlio Kasper assediato con i suoi armati a Milano dalle truppe francesi della Lega Santa. A capo delle sue soldatesche pose il figlio Melchiorre, il cognato conte Ludovico Lodron, il conte Cristoforo di Eberstein, Alessandro di Cleven, Niccolò di Fleckenstein, Alberto di Freiberg, Corrado di Bemelberg, detto “il piccolo Hess”, Nicola Seidenstuker, Giovanni di Biberach e Sebastiano Schertlin.
In ottobre Frundsberg mosse verso sud oltre le Alpi e acquartierò tutte le truppe tra Merano e Bolzano ove fu raggiunto da altri 4.500 fanti, che avevano lasciato Cremona con Corradino di Clurnes. Il 2 novembre tenne a Bolzano il consiglio di guerra e nei giorni seguenti puntò sulla città di Trento ove il 12 novembre l'armata, formata da 36 “bandiere”, mosse apparentemente verso la Valsugana e Bassano del Grappa, per poi dirigersi, attraversando il Buco di Vela, verso la valle del Chiese,  ove giungerà a Lodrone il 14 sostando tre giorni in attesa dell'arrivo di tutte le forze.
Il Frundsberg, privo di artiglierie al seguito, vista l'impossibilità di superare con un unico assalto le difese venete della Rocca d'Anfo che gli sbarravano il cammino verso la pianura Padana, consigliato dal cognato il conte Ludovico Lodron e da Antonio Lodron, che conoscevano i luoghi a menadito e disponevano di guide sicure, nel pomeriggio del giorno 15, ma non prima di aver comandato una manovra diversiva di alcuni reparti verso la stessa Rocca d'Anfo come a far intendere di voler passare di là, inerpicò, apparentemente non visto dai veneziani in realtà spiato in ogni mossa, le prime 3.000 avanguardie della sua ciurmaglia, con alla testa i conti Lodron, su sentieri alle spalle del castello di San Giovanni di Bondone tra gole scoscese e dirupi da camosci puntando verso Bocca Cocca e attraverso il monte Stino, su Hano, territorio della Serenissima Repubblica di Venezia.

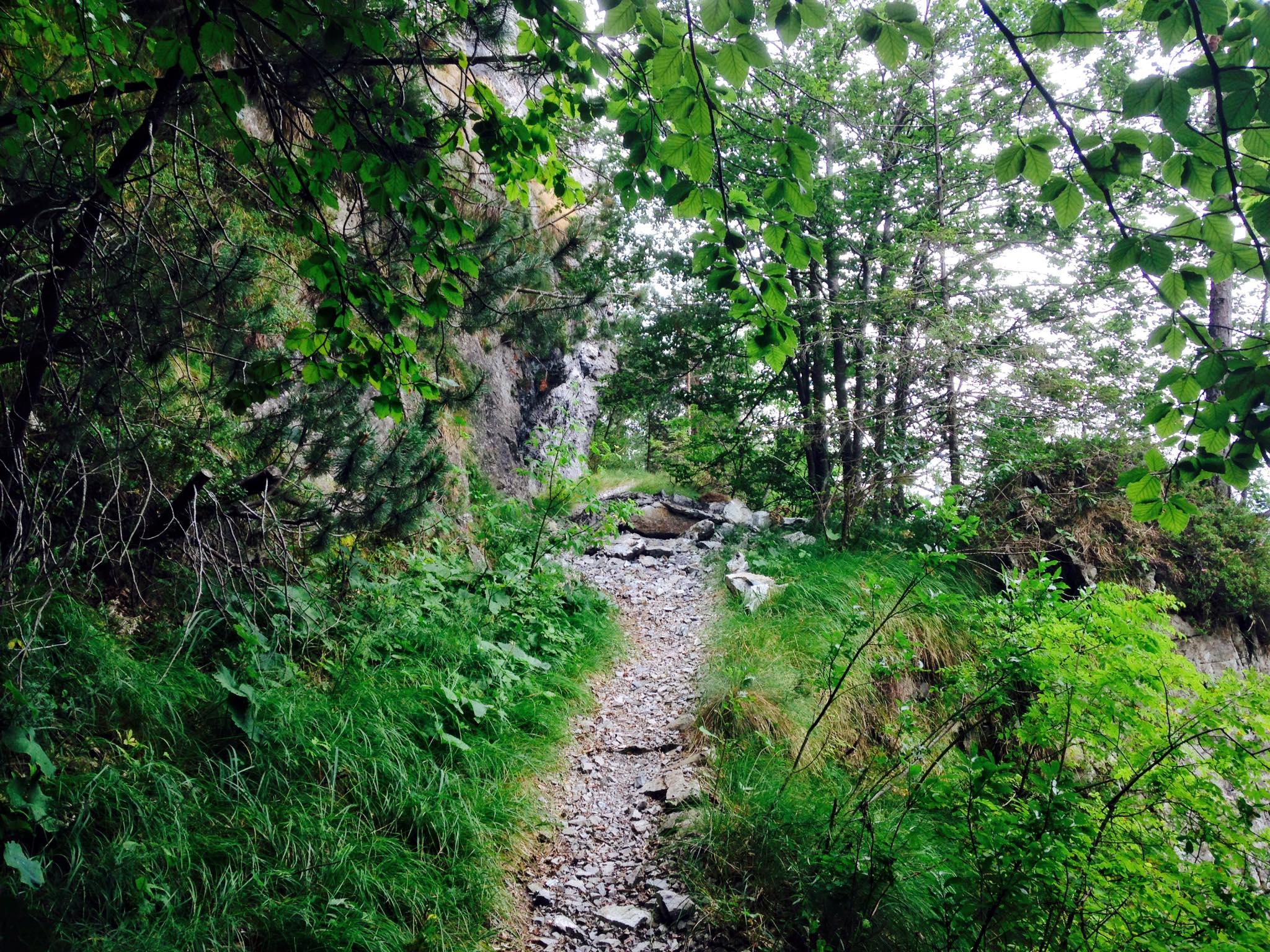
Scorcio del "sentiero della Calva o del Cingolo Rosso" in Val Vestino, oggi consiste in un'ex mulattiera militare della Grande Guerra

Il Frundsberg s'incamminò tra gli ultimi dei suoi lanzichenecchi solo all'alba del 17 partendo dal castello di San Giovanni di Bondone, seguito dal suo fido segretario e biografo Adam Reusner che stilò la cronaca dell'impresa. Percorse stancamente il lungo accidentato tracciato che attraverso il monte Calva e il monte Cingolo Rosso raggiunge dopo circa 9 chilometri Bocca Cocca e che, ancor oggi, viene indicato come il “sentiero la Calva o del Cingolo Rosso”. Nella vallata di Piombino, in territorio comunale di Moerna, la cronaca racconta che il Frundsberg attraversò un burrone assai impegnativo spesso portato a spalle dai suoi uomini. In tutto il tragitto due “lanzi” tenevano le loro lunghe alabarde a mo' di parapetto proteggendolo da eventuali cadute mentre altri lo tiravano avanti per il corpetto e uno dietro lo spingeva. Uomini e cavalli precipitarono nei canaloni. Tra la testa e la coda della colonna vi era quindi oltre due giornate di distanza.
Alcuni ricercatori si chiedono ancora oggi come mai il Frundsberg per raggiungere la pianura Padana non scelse il più semplice itinerario attraverso la Bocca di Valle-Persone-Turano o Moerna per dirigersi verso Hano, oppure scendere giù, a sud, nella valle del Toscolano fino a Maderno invece che inerpicarsi lungo un tracciato atto solo ai camosci, ricercati o contrabbandieri. Una prima ipotesi ce la fornisce il professor Richard von Hartner-Seberich sostenendo che il condottiero fu obbligato a seguire questa strada, la più breve per raggiungere la pianura Padana, dai conti Ludovico e Antonio Lodron, signori feudali della Val Vestino. Difatti costoro erano dei vecchi esperti capitani di ventura, rotti ad ogni astuzia e malvagità, e ben conoscendo il comportamento dei soldati mercenari, sicuramente vollero risparmiare eventuali violenze o danni ai loro fidati vassalli valvestinesi tutelando altresì i loro interessi. Sette mesi dopo, nel maggio del 1527, questi stessi lanzichenecchi saranno gli artefici del sacco di Roma.

### Il contrabbando del 1800
Il contrabbando delle merci per evitare i dazi di importazione fu un problema secolare per quegli stati confinanti con la Val Vestino. Già nel 1615 il provveditore veneto di Salò, Marco Barbarigo, riferiva che "non si ha potuto usare tanta diligenza che non se sia passato sempre qualcuno per quei sentieri scavezzando i monti per la Val di Vestino et con proprij barchetti traghettando il lago d'Idro et anco per terra, entrando nella Val di Sabbio nel bresciano andarsene al suo viaggio". In tal modo allertava il Consiglio dei Dieci sulla permeabilità dei confini di stato nelle zone montane con la stessa Repubblica di Venezia che poteva ovviamente diventare particolarmente pericolosa nel casi di passaggi di banditi, contrabbandieri o per persone che violavano le misure sanitarie eccezionali, la nota "quarantena", che veniva applicata ai viaggiatori provenienti da luoghi dove erano scoppiate.
Verso il 1882 il Regno d'Italia completò la cinturazione dei confini di Stato della Val Vestino con la costruzione dei tre citati Caselli di Dogana presidiati dai militi della Regia Guardia di Finanza. Le cronache narrano che presso il Casello di Dogana di Gargnano, della Patoàla, il professor Bartolomeo Venturini era solito nascondere il tabacco nel cappello per sfuggire ai controlli e alla tassazione.
Nel 1886 una relazione dell'amministrazione delle gabelle del Regio ministero delle Finanze affermava che il contrabbando era favorito dall'aggravamento delle tasse di produzione del Regno, dei dazi di confine e del prezzo dei tabacchi. La frontiera dell'austria-ungheria, presidiata da pochi agenti era particolarmente estesa e costoro non erano in grado di contenere "la fiumana di contrabbando irrompente con sfrontata audacia su tutti i punti di questa estesissima linea". Così furono istituite nuove Brigate di Finanza tra cui a Idro e Gargnano considerati "punti esposti".
Bollone come Moerna, ma in generale tutti gli abitati di Valle e dell'Alto Garda Trentino e Bresciano, terre prossime alla linea di confine, diventarono così un crocevia strategico per il contrabbando di merci tra il territorio della Riviera di Salò e il Trentino attraverso la zona montuosa del monte Vesta, del monte Stino e dei monti della Puria. Lo storico toscolanese Claudio Fossati (1838-1895) scriveva nel 1894 che il contrabbando dei valvestinesi era l'unico stimolo a violare le leggi in quanto era fomentato dalle ingiuste tariffe doganali, dai facili guadagni e dalla povertà degli abitanti.
Nel 1894 è documentato il contrasto al fenomeno: l'Intendenza di Brescia comunicava che il brigadiere Rambelli Giovanni in servizio al Casello di Gargnano ottenne il sequestro di chilogrammi 93 di zucchero e chilogrammi 1.500 di tabacco di contrabbando e fu premiato con lire 25.  La guardia Bacchilega Luigi in servizio alla sezione di Dogana di Bocca di Paolone ottenne il sequestro di chilogrammi 47 di zucchero con l'arresto di un contrabbandiere e l'identificazione di un'altra persona, fu premiato con lire 15. Lo stesso Bacchilega Luigi e la guardia Carta Giuseppe ottennero il sequestro di chilogrammi 70 di zuccherocon l'arresto di un contrabbandiere e furono premiati con lire 30 per la pima operazione e con lire 20 per la seconda. Nello stesso anno il comandante della Regia Guardia di Finanza del Circolo di Salò ispezionò la sede di Gargnano, il Casello di Gargnano e la sezione di Hano.
Donato Fossati (1870-1949), il nipote, raccolse la testimonianza di Giacomo Zucchetti detto "Astrologo" di Gaino, un ex milite sessantenne della Regia Guardia di Finanza, pure soprannominato per la sua appartenenza al Corpo, "Spadì", in servizio nella zona di confine tra il finire dell'Ottocento e l'inizio del Novecento, il quale affermava che "i contrabbandieri due volte la settimana in poche ore, sorpassata la montagna di Vesta allora linea di confine coll'Austria e calati a Bollone, ritornavano carichi di tabacco, di zucchero e specialmente di alcool, che rivendevano ai produttori d'acqua di cedro specialmente" della Riviera di Salò.. Al contrario per importare merci di contrabbando dal basso lago di Garda, i contrabbandieri di Val Vestino si avvalevano dell'approdo isolato della "Casa degli Spiriti" a Toscolano Maderno. Qui sbarcate le merci e caricatele a basto di mulo, salivano per il ripido sentiero di Cecina inoltrandosi furtivamente oltre la linea doganale eludendo così la vigilanza della Regia Guardia di Finanza. Noto è pure il caso a fine secolo, del brigadiere del Casello di Gargnano che recandosi, senza armi e in abiti civili, a Bollone per compiere le indagini sul traffico illecito di confine, creò un caso diplomatico tra i due Paesi.
Nel 1903 una forte scossa di terremoto fu avvertita al Casello di Gargnano passata la mezzanotte del 30 al 31 maggio producendo dei danni lievi alla struttura senza pregiudicarne l'operatività mentre riferirono i militari che passò inosservata la scossa principale delle 8 e trenta del 29 maggio.

### I primi giorni della Grande Guerra. L'avanzata dei bersaglieri italiani
Cima Gusaur e Cima Manga in Val Vestino facevano parte fin dall'inizio della Grande Guerra dell'Impero austro-ungarico e furono conquistate dai bersaglieri italiani del 7º Reggimento nel primo giorno del conflitto, il 24 maggio 1915, sotto la pioggia. In vista dell’entrata in guerra del Regno di Italia contro l’Impero austro-ungarico, il Reggimento fu mobilitato sull’Alto Garda occidentale, inquadrato nella 6ª Divisione di fanteria del III Corpo d’Armata ed era composto dai Battaglioni 8°, 10° e 11° bis con l'ordine di raggiungere in territorio ostile la prima linea Cima Gusaner (Cima Gusaur)-Cadria e poi quella Bocca di Cablone-Cima Tombea-Monte Caplone a nord.
Il 20 maggio i tre Battaglioni del Reggimento raggiunsero Liano e Costa di Gargnano, Gardola a Tignale e Passo Puria a Tremosine in attesa dell’ordine di avanzata verso la Val Vestino. Il 24 maggio i bersaglieri avanzarono da Droane verso Bocca alla Croce sul monte Camiolo, Cima Gusaur e l'abitato di Cadria, disponendosi sulla linea che da monte Puria va a Dosso da Crus passando per Monte Caplone, Bocca alla Croce e Cima Gusaur.
Lo stesso 24 maggio, da Cadria, il comandante, il colonnello Gianni Metello, segnalò al Comando del Sottosettore delle Giudicarie che non si trovavano traccia, né si sapeva, di lavori realizzati in Valle dal nemico, le cui truppe si erano ritirate su posizioni tattiche al di là di Val di Ledro. Evidenziava che nella zona, priva di risorse, con soltanto vecchi, donne e fanciulli, si soffriva la fame. Il giorno seguente raggiunsero il monte Caplone ed il monte Tombea senza incontrare resistenza.
Lorenzo Gigli, giornalista, inviato speciale al seguito dell'avanzata del regio esercito italiano scrisse: "L'avanzata si è svolta assai pacificamente sulla strada delle Giudicarie; e uguale esito ebbe l'occupazione della zona tra il Garda e il lago d'Idro (valle di Vestino) dove furono conquistati senza combattere i paesi di Moerna, Magasa, Turano e Bolone. Le popolazioni hanno accolto assai festosamente i liberatori; i vecchi, le donne e i bambini (chè uomini validi non se ne trovano più) sono usciti incontro con grande gioia: I soldati italiani!
Gli austriaci, prima di andarsene, li avevano descritti come orde desiderose di vendetta. Ed ecco, invece, se ne venivano senza sparare un colpo di fucile...A Magasa un piccolo Comune della valle di Vestino i nostri entrarono senza resistenza. Trovarono però tutte le case chiuse. L'unica persona del paese che si potè vedere fu una vecchia. Le chiesero: "Sei contenta che siano venuti gli italiani?". La vecchia esitò e poi rispose con voce velata dalla paura: "E se quelli tornassero?". «Quelli», naturalmente, sono gli austriaci. Non torneranno più. Ma hanno lasciato in questi disgraziati superstiti un tale ricordo, che non osano ancora credere possibile la liberazione e si trattengono dall'esprimere apertamente la loro gioia pel timore di possibili rappresaglie. L'opera del clero trentino ha contribuito a creare e ad accrescere questo smisurato timore. Salvo rare eccezioni (nobilissima quella del principe vescovo di Trento, imprigionato dagli austriaci), i preti trentini sono i più saldi propagandisti dell'Austria. Un ufficiale mi diceva: "Appena entriamo in un paese conquistato, la prima persona che catturiamo è il prete. Ne vennero finora presi molti. È una specie di misura preventiva...".
Il 27 maggio occuparono più a nord Cima spessa e Dosso dell’Orso, da dove potevano controllare la Val d’Ampola, e il 2 giugno Costone Santa Croce, Casetta Zecchini sul monte Calva, monte Tremalzo e Bocchetta di Val Marza. Il 15 giugno si disposero tra Santa Croce, Casetta Zecchini, Corno Marogna e Passo Gattum; il 1º luglio tra Malga Tremalzo, Corno Marogna, Bocchetta di Val Marza, Corno spesso, Malga Alta Val Schinchea e Costone Santa Croce. Il 22 ottobre il 10º Battaglione entrò in Bezzecca, Pieve di Ledro e Locca, mentre l’11° bis si dispose sul monte Tremalzo. Nel 1916 furono gli ultimi giorni di presenza dei bersaglieri sul fronte della Val di Ledro: tra il 7 e il 9 novembre i battaglioni arretrarono a Storo e di là a Vobarno per proseguire poi in treno verso Cervignano del Friuli e le nuove destinazioni.

## Monumenti e luoghi d'interesse

### La chiesa di San Bartolameo
La chiesa di San Bartolomeo: La chiesa fu consacrata il 30 agosto 1867 dal principe vescovo di Trento Benedetto Riccabona. Fu restaurata nel 1907 e decorata nel 1947 dai pittori trentini Bruno Colorio e Marco Bertoldi. Poco distante dall'abitato sorge sull'omonimo colle l'oratorio di San Rocco che fu edificato prima del 1750, ampliato tra il 1902 e il 1907 e visitato da Cesare Battisti e dall'arciduca Eugenio Ferdinando Pio d'Asburgo-Teschen nel maggio del 1910. Dal gennaio 1916 al 1919 don Giovanni Ragni vi  fu cappellano militare e facente funzione di parroco compresa la parrocchia di  Persone.

## Natura

### Le pozze d'abbeverata di "Paü" e del "Boscà"
Le pozze presenti poco sopra l'abitato di Moerna sul Dosso del Boscà, dette "lavàc di "Paü" o "Paul" e del "Boscà", hanno un ruolo fondamentale per il mantenimento dell'attività pascoliva dell’area legata alla monticazione del bestiame e ai selvatici, ma anche per la tutela della biodiversità degli habitat e delle specie, rettili e anfibi in particolare, che attraverso questi specchi d’acqua possono trovare un luogo ideale per la loro riproduzione come la Biscia dal collare (Natrix helvetica) o i girini di Rana montana e Rospo comune.
La tradizione locale riporta che, data la mancanza nella zona di sorgenti e corsi d'acqua, le pozze esistessero da secoli e la tecnica per realizzarle consistesse in uno scavo manuale nell'area di impluvio del pendio della montagna per facilitare il successivo riempimento con la raccolta naturale dell'acqua piovana, di percolazione o dello scioglimento della neve.
Il problema principale incontrato dai contadini consisteva nell'impermeabilizzazione del fondo: spesso il semplice calpestio del bestiame, con conseguenze compattazione del suolo, non era sufficiente a garantire la tenuta dell'acqua a causa del basso contenuto in argilla del terreno presente, per cui era necessario distribuire sul fondo uno strato di buon terreno argilloso reperito nelle immediate vicinanze. Spesso non essendo possibile causa la diversità del terreno, sul fondo veniva compattato uno spesso strato di terra e fogliame di faggio, in grado di costituire un feltro efficace a trattenere l'acqua. Per garantire un sufficiente apporto di acqua necessario al riempimento delle pozze, o per incrementarlo, spesso era necessario realizzare piccole canalizzazioni superficiali, scavate lungo il versante adiacente per intercettarne anche una modesta quantità. La manutenzione periodica, di norma annuale prima della monticazione, consisteva principalmente nell'asporto del terreno scivolato all'interno per il continuo calpestio del bestiame in abbeverata e dell'insoglio della fauna selvatica. Si provvedeva inoltre alla ripulitura della vegetazione acquatica per mantenere la funzionalità delle pozzr evitando che vi si accrescesse eccessivamente all'interno accelerandone il naturale processo di interramento.
In queste fasi veniva posta particolare attenzione in quanto si correva il rischio di rompere la continuità dello strato impermeabile e comprometterne la funzionalità; si preferiva ad esempio non rimuovere eventuali massi presenti sul fondo.
Le pozze furono rimaneggiate dall'ERSAF Lombardia nel 2004-2007 con il "progetto Life natura riqualificazione della biocenosi in Valvestino e Corno della Marogna".